# Adurtza

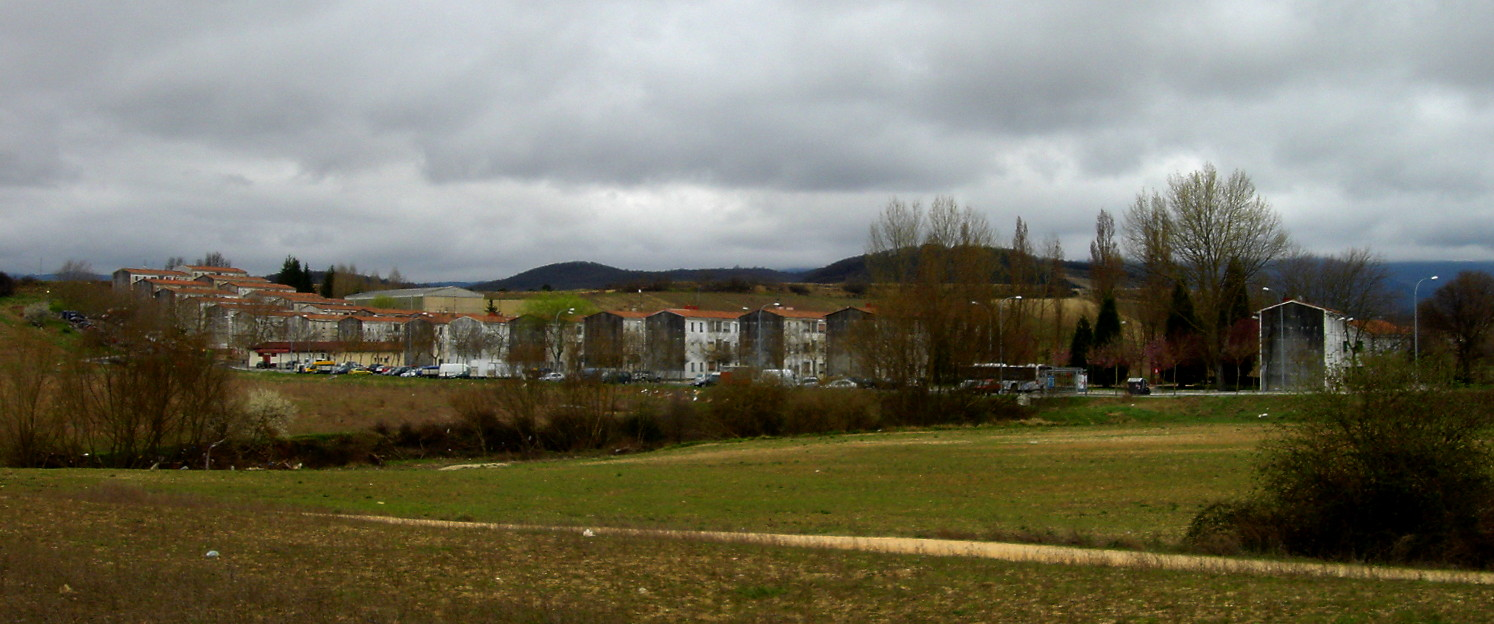
Una altra vista d'Adurtza

Adurtza (en castellà Adurza) és un barri de la ciutat de Vitòria (Àlaba). Té una població de 7.473 habitants (2008). Està situat al sud-est de la ciutat.

## Situació
El seu límit nord el marquen les vies del ferrocarril; per l'est i el sud els seus límits són els de la ciutat; i per l'oest i nord-oest limita amb el barri de San Kristobal.
Encara que el barri d'Adurtza pròpiament dit no és molt gran, dins dels límits d'aquest barri s'inclou el Polígon Industrial d'Uritiasolo i els barris d'Iturritxu i Errekaleor.

## Història
En l'edat mitjana va ser un llogaret de nom Adurzahá (1025), que figurava al Catàleg de Pobles de San Millán entre els pobles d'Olarizu (actualment un despoblat) i Gasteiz (la futura Vitòria). Pel poble passava una antiga calçada romana i una via secundària del Camí de Sant Jaume. Adurtza va ser un dels llogarets vells cedits a la vila de Vitòria en 1258. Amb el pas del temps es va anar convertint en un raval i barri de la vila i va passar a ser conegut com a San Kristobal, per l'ermita (antiga església del poble) consagrada al sant.
A la fi de la dècada dels 1950 es va iniciar la urbanització de l'actual barri situat al sud-est del de San Kristobal. En la dècada de 1970 es van engegar els polígons d'Entrevías i Iturritxu que van completar el barri.

## Transport
| línia    | Nom                 | Destí Sentit Anada                 | Destí Sentit Tornada               | Estacions al Barri                                                                        |
| -------- | ------------------- | ---------------------------------- | ---------------------------------- | ----------------------------------------------------------------------------------------- |
| Línia 2A | Periferica A        | Mendizorrotza                      | CC El Boulebard / Zaramaga         | Passeig de la Zumaquera 61 i 29                                                           |
| Línia 2B | Periférica B        | Zaramaga / CC El Boulebard         | Mendizorrotza                      | Paseo de la Zumaquera 76 i 92                                                             |
| Línia 3  | Betoño-Zumaquera    | Betoño Portal de Bergara 25        | Adurtza Passeig de la Zumaquera 76 | Passeig de la Zumaquera 76 i 92 i Raimundo Olabide 25                                     |
| Línia 7  | Salburua-Sansomendi | Sansomendi Paula Montal/Escolapias | Salburua Paseo Ilíada/Salburua     | Heraclio Fournier 24 y 42, Venta de la estrella 6, Errekaleor s/n i Errekaleor            |
| Línia 9  | Gamarra-Zumaquera   | Gamarra Nagusia                    | Adurtza Passeig de la Zumaquera 76 | Passeig de la Zumaquera 76 i 92 i Raimundo Olabide 25                                     |
| Línia 2N | Gautxori 2          | Adurtza                            | Babesgabetuak/Desamparados         | Passeig de la Zumaquera 76 i 92, Venta de la estrella 6, Errekaleor i Raimundo Olabide 25 |